# رجل طيب (فلم)
رجل طيب (بالإنجليزية: A Good Man) هو فيلم حركة تم إنتاجه في الولايات المتحدة وصدر سنة 2014 بطولة ستيفن سيغال.

## القصة
تدور أحداث الفيلم حول (ألكسندر) رجل العسكرية المتقاعد، والذي يقرر أن يعيش حياة هادئة بإحدى الشقق في (روسيا)، ولكن عندما يتم خطف أحد جيرانه بواسطة أحد العصابات المحلية، يُضطر أن يتدخل لإنقاذه، ولكنه يتم استدراجه في حرب بين عصابات روسية وصينية منافسة، مما اضطره ليس فقط على أن يحمي العائلة، ولكن يضطر لمواجهة ألد أعدائه السابقين.

## الميزانية والإيرادات
كلف الفيلم 7 ملايين دولار.

## وصلات خارجية
- مقالات تستعمل روابط فنية بلا صلة مع ويكي بيانات

رجل طيب على IMDb
رجل طيب على Rotten Tomatos